# Raúl Córdoba
Pour les articles homonymes, voir Córdoba.
Raúl Córdoba Alcala (né le 14 avril 1924 à Guadalajara au Mexique et mort le 17 mai 2017 à León au Mexique) est un joueur international de football mexicain, qui évoluait au poste de gardien de but.

## Biographie

### Club
En club, Córdoba a commencé sa carrière dans le club du championnat mexicain du Club San Sebastián de León (en), et la finit au CF Atlas.

### International
Du côté international, il participe avec l'équipe du Mexique à la coupe du monde 1950 au Brésil en tant que gardien remplaçant d'Antonio Carbajal.